# Roberto Sambonet

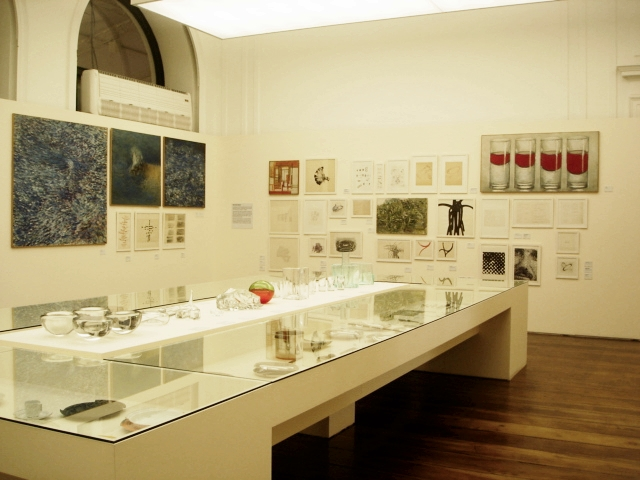
Exposição no Museu da Casa Brasileira (fev 2009), estudo para copos ao fundo.

Roberto Sambonet (Vercelli, 1924- Milão, 1995) foi um designer, arquiteto e pintor italiano. É um dos grandes representantes do design do pós-guerra.

## Artes plásticas

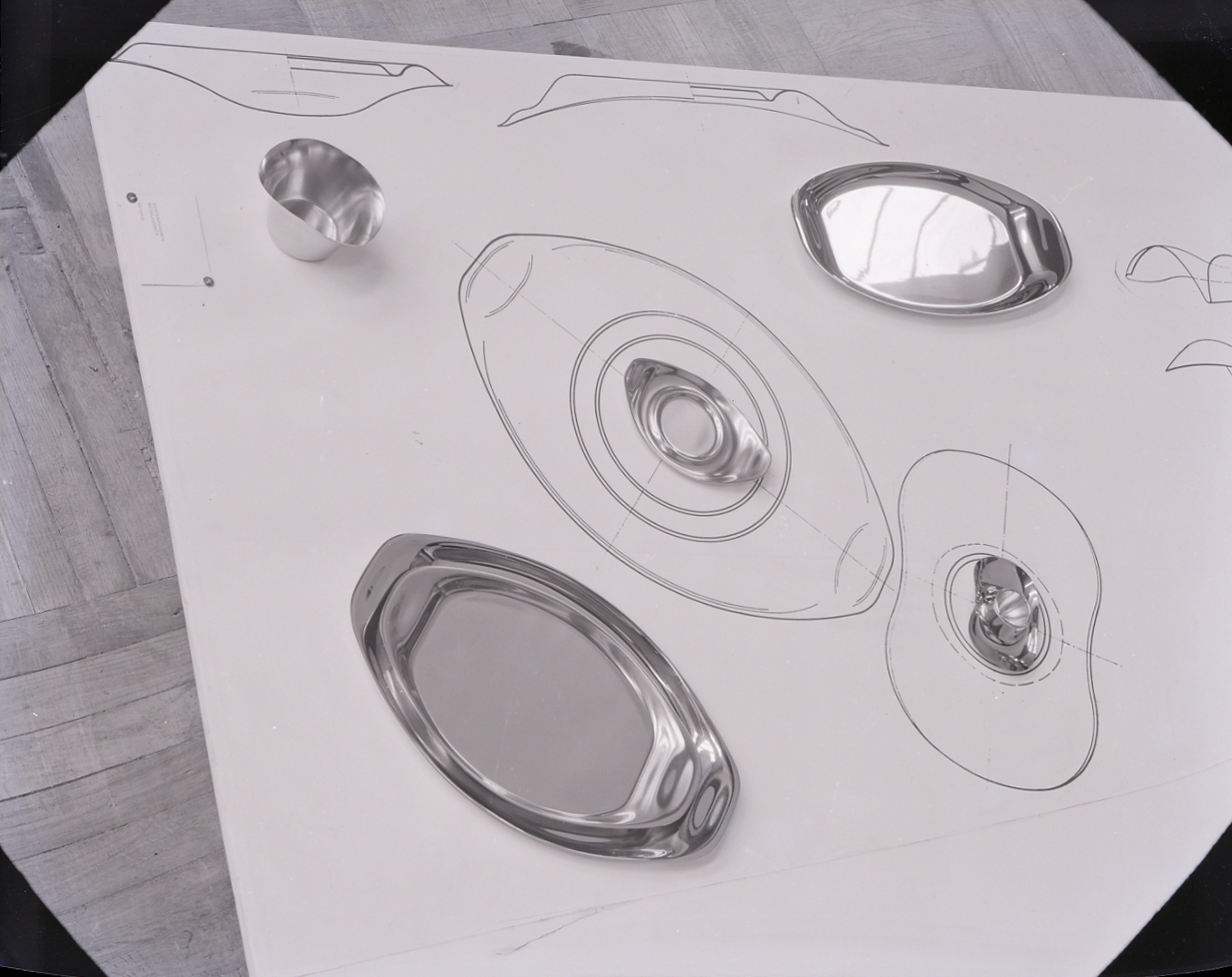
X Triennale di Milano, Milano, 1954. Foto do Paolo Monti (Fondo Paolo Monti, BEIC).

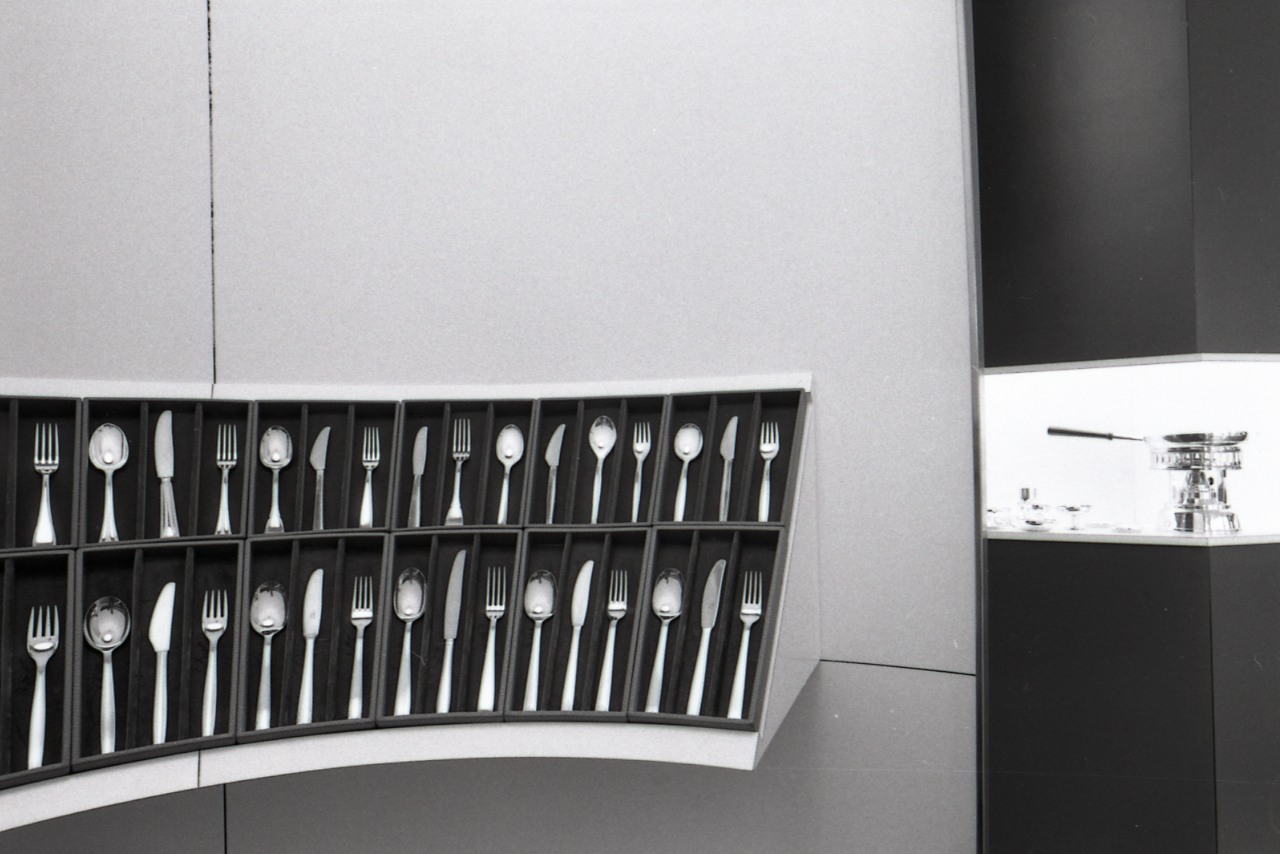
Showroom de l'arquiteto Roberto Sambonet. Milano, Corso Sempione n. 38, 1973. Foto do Paolo Monti (Fondo Paolo Monti, BEIC).

Freqüentou a Escola Politécnica de Milão, onde estudou arquitetura e a Academia de Bergamo, onde estudou pintura . No entanto, seus estudos foram interrompidos devido à II Guerra Mundial. Sambonet dedica-se à pintura.
Após o final da guerra, vive um período curto em Estocolmo e Paris, onde estuda as principais correntes da pintura vanguardista francesa. Ao retornar à Itália, expõe na Galeria de Pittura em Milão juntamente com outros pintores, como Bruno Cassinari, Corrado Cagli, entre outros .
Como pintor, focava em retratos e paisagens. Tinha uma técnica clássica e um estilo pictórico oitocentista .

## Design
Seus trabalhos na área de design são versáteis, desde utensílios domésticos, artísticos e até moda. 
No Brasil, participa da organização da primeira "Exibição de Moda Brasileira" junto com Bardi e sua esposa Luiza, colaborando com o design de novas padronagens de tecidos, chapéus e sapatos, mais apropriados para o país  .
Retorna à Italia em 1953, após o encerramento do curso de desenho industrial do IAC devido à falta de apoio financeiro e a dificuldade de encontrar um mercado de trabalho interessado em integrar-se como curso. Abre um estúdio em Milão onde se dedica sobretudo ao design, à pintura e às artes gráficas. À convite do artista suíço Max Huber, desenhou diversos objetos de uso cotidiano para a Rinascente .
A família de Sambonet era dona de uma indústria que produzia panelas e talheres. Sambonet começou fazendo um novo design de talheres e panelas, reestudou as embalagens e reformulou a identidade visual da empresa, que prosperou com peças de qualidade e design original .
Entre suas peças mais conhecidas estão a panela Peixe (1957) que conquistou o Prêmio Compasso d’Oro em 1970; e o conjunto de copos de vidro para água, vinho branco e vinho tinto, aparentemente iguais, mas com profundidades diferentes. Já tinha recebido também o mesmo prêmio em 1956, pela linha de utensílios domésticos com desenho moderno em aço inoxidável .
Em 1953 colabora com o arquiteto finlandês Alvar Aalto. Entre 1957 e 1960 foi diretor de arte da revista Zodiac.
De grande visibilidade, possui obras exibidas no MoMa em Nova Iorque. Também trabalhou como consultor para grandes empresas como La Rinascente, loja de departamentos da Itália, passando sobre a concepção de vidro e cristal para Baccarat, Seguso, Murano e Tiffany. Como consultor de design gráfico, prestou serviços para empresas como Alfa Romeo, Pirelli e Renault .

## Período no Brasil
Sambonet viveu no Brasil de 1948 a 1953. Neste período esteve próximo de Lina Bo Bardi e de Pietro Maria Bardi na época da fundação do Masp, ainda na sua primeira sede à rua Sete de Abril. Lá ministrou aulas de artes gráficas e estamparia no extinto Instituto de Arte Contemporânea (IAC).  Durante este período, dividiu-se entre São Paulo e Massaguassú, um vilarejo de pescadores entre Caraguatatuba e Ubatuba. Neste vilarejo instala seu ateliê e executa as pinturas do cotidiano e paisagem do lugar que farão parte da sua primeira exposição individual no Brasil, organizada pelo MASP .
Ainda como docente do IAC, também adquiriu novas experiências que incorporaria no seu design, como o trabalho realizado em conjunto com alunos e artistas para o projeto da Moda Brasileira, uma moda adequada às características locais com desenho e corte moderno. Sambonet desenhou modelos e estampas, além de acessórios como chapéus, sapatos e botões .
Os cinco anos em terras brasileiras, também permitiu Sambonet vivenciar experiências de outras perspectivas. Ele conhece o psiquiatra Edu Machado Gomes que lhe concedeu permissão para frequentar por seis meses o manicômio Juquery. Desta experiência conduziu uma exploração pessoal dos territórios da doença mental, originando o livro "Juquery, Esperienza Psichiatrica di un Artista", também conhecido por "Della Pazzia" (Da Loucura). Foi publicado em Milão, entre os anos de 1960 e 1970, compreendia uma série de desenhos que fez, tendo como tema os pacientes do manicômio.
Enquanto visitava o Juquery, também elaborava painéis para integrar dois projetos do arquiteto Giancarlo Palanti: um painel para o hall do Edifício Lily e dois outros painéis para a sala de espera do Cine Jussara . 

## Exposições individuais
- 1947 - Estocolmo (Suécia) - na Gummensons Konstgallery
- 1948 - Veneza (Itália) - na Galeria Cavallino
- 1949 - Rio de Janeiro RJ - no MAM/RJ
- 1949 - Milão (Itália) - na Galeria Pittura
- 1949 - São Paulo SP - no Masp
- 1960 - Milão (Itália) - na Galeria del Disegno
- 1962 - Vercelli (Itália) - no Pallazo dei Centori
- 1963 - Milão (Itália) - na Galeria Profili
- 1966 - Milão (Itália) - na Galeria Pater
- 1969 - Milão (Itália) - na Galeria Il Milione